# TV新潟放送網

舊台徽

TV新潟放送網（日语：／ Terebi Niigata Hōsōmō ?），通稱新潟電視台（テレビ新潟），是一家以日本新潟縣為基地及播出區域的無線電視台，為日本電視台聯播網（NNN、NNS）成員，開播於1981年4月1日，簡稱TeNY，呼號為「JOPI-DTV」。

## 沿革
- 1980年
  - 9月5日 - 第1回發起人大會召開。
  - 9月19日 - 電視廣播許可獲得。

## 外部連結
- TV新潟放送網 （页面存档备份，存于）
- TeNY4ch的X（前Twitter）
- TeNY4ch的Facebook專頁
- YouTube上的TeNY4ch頻道